# Reale forza terrestre saudita
La Reale forza terrestre saudita (in arabo القوات البرية الملكية السعودية‎?, al-Quwwāt al-Barriyya al-Malikiyya al-Saʿūdiyya) è la branca terrestre delle forze armate saudite (in arabo القوات المسلحة السعودية‎?, al-Quwwāt al-Musallaḥa al-Saʿūdiyya).

## Storia
Il 1902 è considerata la data di fondazione dell'esercito saudita, quando 63 uomini capitanati dal sultano del Najd ʿAbd al-ʿAzīz Al Saʿūd, appoggiato dall'emiro del Kuwait Mubārak Al Ṣabbāḥ, che armò questi uomini e li equipaggiò con un cavallo, conquistò la città di Riad.
Durante la prima guerra mondiale, i britannici si allearono con l'esercito del sultano ʿAbd al-ʿAzīz contro l'Impero ottomano. I britannici rimasero alleati con l'esercito saudita fino alla conquista da parte di quest'ultimo del regno hascemita del Ḥijāz nel 1935.
Dopo la scoperta del petrolio e l'incontro tra l'ormai re dell'Arabia Saudita ʿAbd al-ʿAzīz Al Saʿūd e Franklin Delano Roosevelt, gli Stati Uniti d'America divennero il principale alleato dell'Arabia Saudita e della dinastia saudita.
Dal 1964 fa parte dell'esercito anche il reggimento della Guardia Reale, fino a quel momento era infatti una forza armata autonoma.

### Principali conflitti
- Guerra d'unificazione dell'Arabia Saudita
- Guerra arabo-israeliana del 1948
- Guerra del Kippur
- Battaglia di Khafji
- Operazione Daguet

## Struttura
Le forze saudite sono formate da quattro brigate corazzate, 17 brigate di fanteria meccanizzata, tre brigate di fanteria leggera e una aerotrasportata. Sono inoltre presenti cinque brigate indipendenti di artiglieria.

### Brigate corazzate
- 4ª Brigata corazzata
- 8ª Brigata corazzata
- 12ª Brigata corazzata
- 45ª Brigata corazzata

Una tipica brigata corazzata saudita ha una compagnia di ricognizione corazzata, tre battaglioni di carri con 42 carri armati ciascuno. Due compagnie con 30 carri ciascuna, tre truppe con 12 carri ciascuna, un battaglione di fanteria meccanizzata con 54 APC e altri battaglioni.

### Brigate meccanizzate

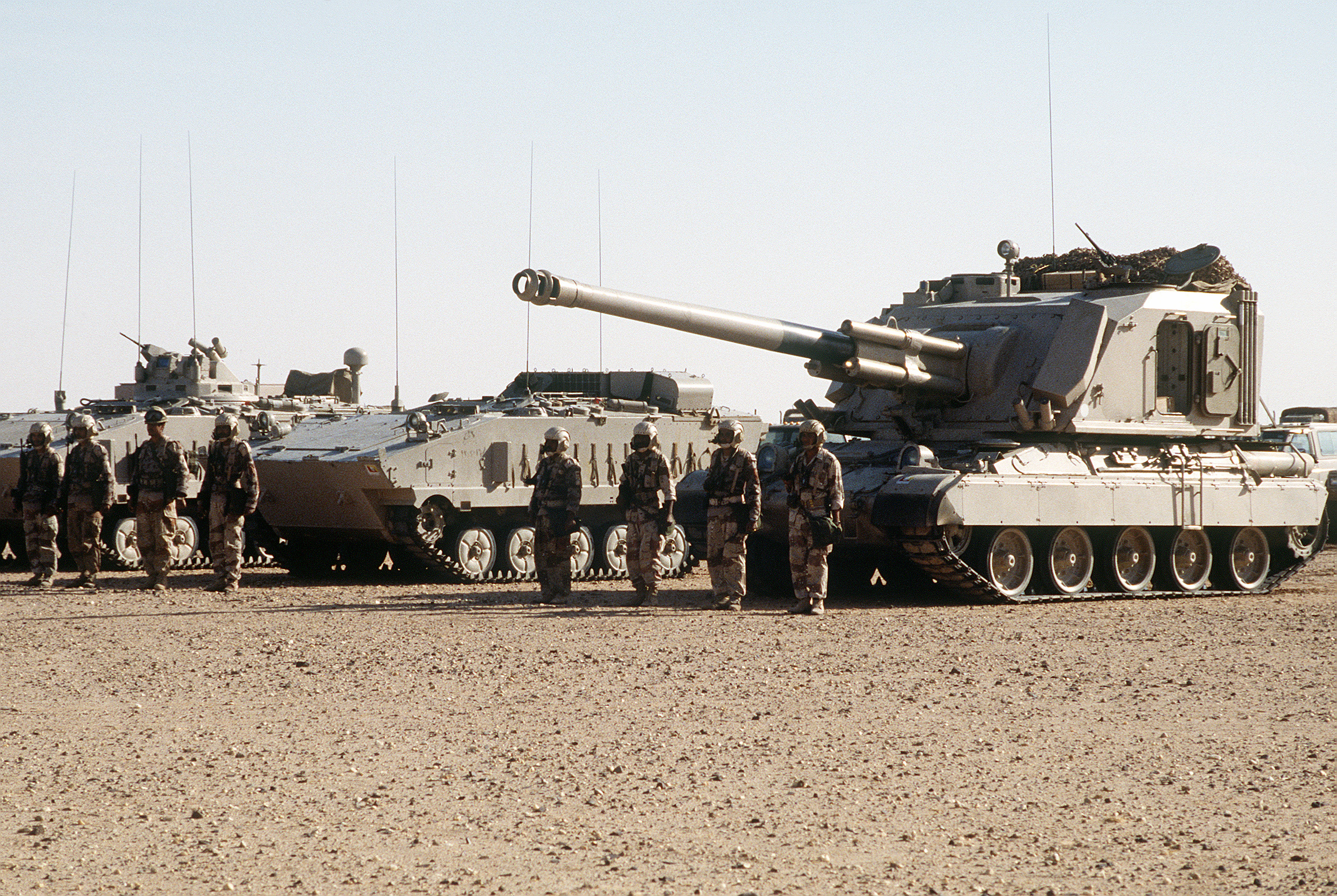
La 20ª Brigata della Reale Forza Terrestre saudita schiera un semovente GCT 155mm (a destra), e veicoli da combattimento di fanteria AMX-10P durante l'Operazione Desert Shield.

- 6ª Brigata meccanizzata
- 8ª Brigata meccanizzata
- 10ª Brigata meccanizzata
- 11ª Brigata meccanizzata
- 17ª Brigata meccanizzata
- 18ª Brigata meccanizzata
- 19ª Brigata meccanizzata
- 20ª Brigata meccanizzataLa 20ª Brigata della Reale Forza Terrestre saudita schiera un semovente GCT 155mm (a destra), e veicoli da combattimento di fanteria AMX-10P durante l'Operazione Desert Shield.

### Brigate di fanteria
Non è conosciuto il numero esatto di brigate di fanteria.
- 10ª Brigata di fanteria

### Brigate Aerotrasportate
- 4ª Brigata Aerotrasportata
- 5ª Brigata Aerotrasportata

### Battaglioni di Artiglieria
- 14º Battaglione (obici)
- 15º Battaglione (MLRS)
- 18º Battaglione (MLRS)

## Equipaggiamento

### Armi individuali
| Modello                               | Immagine | Tipo                           | Calibro              | Origine                 | Note                                                                                 |
| Pistole                               | Pistole  | Pistole                        | Pistole              | Pistole                 | Pistole                                                                              |
| ------------------------------------- | -------- | ------------------------------ | -------------------- | ----------------------- | ------------------------------------------------------------------------------------ |
| Browning HP                           |          | Pistola semiautomatica         | 9 × 19 mm Parabellum | Belgio                  |                                                                                      |
| SIG Sauer P226                        |          | Pistola semiautomatica         | 9 × 19 mm Parabellum | Svizzera Germania       |                                                                                      |
| Glock 17                              |          | Pistola semiautomatica         | 9 × 19 mm Parabellum | Austria                 |                                                                                      |
| Fucili d'assalto                      |          |                                |                      |                         |                                                                                      |
| PM md. 63/65                          |          | Fucile d'assalto               | 7,62 × 39 mm         | Romania                 | [ 4 ]                                                                                |
| Heckler & Koch G36                    |          | Fucile d'assalto               | 5,56 × 45 mm NATO    | Germania Arabia Saudita | Prodotti localmente su licenza.                                                      |
| Heckler & Koch HK33                   |          | Fucile d'assalto               | 5,56 × 45 mm NATO    | Germania                |                                                                                      |
| Steyr AUG                             |          | Fucile d'assalto               | 5,56 × 45 mm NATO    | Austria                 | [ 4 ]                                                                                |
| AK-103                                |          | Fucile d'assalto               | 7,62 × 39 mm         | Russia Arabia Saudita   | In dotazione alle forze speciali e ai paracadutisti. Prodotti localmente su licenza. |
| M4                                    |          | Fucile d'assalto               | 5,56 × 45 mm NATO    | Stati Uniti             | In dotazione alle forze speciali.                                                    |
| Fucili da battaglia                   |          |                                |                      |                         |                                                                                      |
| Heckler & Koch G3                     |          | Fucile da battaglia            | 7,62 × 51 mm NATO    | Germania Arabia Saudita | Prodotti localmente su licenza.                                                      |
| FN SCAR-H                             |          | Fucile da battaglia            | 7,62 × 51 mm NATO    | Belgio                  | [ 7 ]                                                                                |
| Mitragliatrici                        |          |                                |                      |                         |                                                                                      |
| FN Minimi                             |          | Mitragliatrice leggera         | 5,56 × 45 mm NATO    | Belgio                  |                                                                                      |
| FN MAG                                |          | Mitragliatrice ad uso generale | 7,62 × 51 mm NATO    | Belgio                  |                                                                                      |
| Vektor Mini-SS                        |          | Mitragliatrice ad uso generale | 5,56 × 45 mm NATO    | Sudafrica               |                                                                                      |
| Rheinmetall MG 3                      |          | Mitragliatrice ad uso generale | 7,62 × 51 mm NATO    | Germania                |                                                                                      |
| Browning M2                           |          | Mitragliatrice pesante         | 12,7 × 99 mm NATO    | Stati Uniti             |                                                                                      |
| Fucili di precisione                  |          |                                |                      |                         |                                                                                      |
| SVD Dragunov                          |          | Fucile di precisione           | 7,62 × 54 mm R       | Unione Sovietica        | [ 7 ]                                                                                |
| Steyr SSG 69                          |          | Fucile di precisione           | 7,62 × 51 mm NATO    | Austria                 |                                                                                      |
| Accuracy International Arctic Warfare |          | Fucile di precisione           | 7,62 × 51 mm NATO    | Regno Unito             | [ 8 ]                                                                                |
| C14 Timberwolf                        |          | Fucile di precisione           | .338 Lapua           | Canada                  | [ 9 ]                                                                                |
| LRT-3                                 |          | Fucile anti-materiale          | 12,7 × 99 mm NATO    | Canada                  | [ 9 ]                                                                                |
| Zastava M93                           |          | Fucile anti-materiale          | 12,7 × 108 mm        | Serbia                  | [ 7 ]                                                                                |
| PGM Hécate II                         |          | Fucile anti-materiale          | 12,7 × 99 mm NATO    | Francia                 | [ 7 ]                                                                                |
| Robar RC-50                           |          | Fucile anti-materiale          | 12,7 × 99 mm NATO    | Stati Uniti             |                                                                                      |
| Lanciagranate                         |          |                                |                      |                         |                                                                                      |
| M203                                  |          | Lanciagranate                  | 40 mm                | Stati Uniti             |                                                                                      |
| LG5/QLU-11                            |          | Lanciagranate                  | 40 mm                | Cina                    | [ 10 ]                                                                               |
| Mk 19                                 |          | Lanciagranate automatico       | 40 mm                | Stati Uniti             |                                                                                      |
| AGS-30                                |          | Lanciagranate automatico       | 30 mm                | Russia Arabia Saudita   | Prodotti localmente su licenza.                                                      |
| Lanciarazzi                           |          |                                |                      |                         |                                                                                      |
| RPG-7                                 |          | Lanciarazzi anticarro          | 40 mm                | Unione Sovietica        |                                                                                      |
| Instalaza C90                         |          | Lanciarazzi anticarro          | 90 mm                | Spagna                  |                                                                                      |
| Apilas                                |          | Lanciarazzi anticarro          | 112 mm               | Francia                 | [ 12 ]                                                                               |
| Carl Gustav                           |          | Cannone senza rinculo          | 84 mm                | Svezia                  |                                                                                      |

### Artiglieria
| Modello                     | Immagine  | Calibro   | Origine                     | In servizio | Note                                       |
| Semoventi                   | Semoventi | Semoventi | Semoventi                   | Semoventi   | Semoventi                                  |
| --------------------------- | --------- | --------- | --------------------------- | ----------- | ------------------------------------------ |
| AMX 30 AuF1                 |           | 155 mm    | Francia                     | 60          |                                            |
| M109                        |           | 155 mm    | Stati Uniti                 | 110         | Nelle versioni M109A1B e M109A2.           |
| PLZ-45                      |           | 155 mm    | Cina                        | 54          |                                            |
| Obici                       |           |           |                             |             |                                            |
| LG1 Mark II                 |           | 105 mm    | Francia                     | 62          |                                            |
| 155 mm M114                 |           | 155 mm    | Stati Uniti                 | 50          |                                            |
| 155 mm M198                 |           | 155 mm    | Stati Uniti                 | 60          |                                            |
| 155 mm M777 Howitzer        |           | 155 mm    | Stati Uniti                 | 70          |                                            |
| 155 mm FH-70                |           | 155 mm    | Regno Unito Germania Italia | 72          |                                            |
| Cannoni senza rinculo       |           |           |                             |             |                                            |
| M67                         |           | 90 mm     | Stati Uniti                 | ?           |                                            |
| 106 mm M40A1                |           | 106 mm    | Stati Uniti                 | ?           |                                            |
| Lanciarazzi multipli        |           |           |                             |             |                                            |
| Astros II Mk3               |           | 127 mm    | Brasile                     | 60          |                                            |
| TOS-1A                      |           | 220 mm    | Russia                      | 10          | Acquistati nel 2017, in consegna dal 2019. |
| MLRS                        |           | 227 mm    | Stati Uniti                 | ?           |                                            |
| Mortai                      |           |           |                             |             |                                            |
| M30                         |           | 107 mm    | Stati Uniti                 | 150         |                                            |
| Hirtenberger M12-1535       |           | 120 mm    | Austria                     | 37          |                                            |
| Brandt Thomson MO-120-RT-61 |           | 120 mm    | Francia                     | 110         |                                            |
| 2R2M                        |           | 120 mm    | Francia                     | ?           |                                            |

### Veicoli
| Modello                                    | Immagine     | Tipo                              | Origine                  | In servizio  | Note                                                                                       |
| Carri armati                               | Carri armati | Carri armati                      | Carri armati             | Carri armati | Carri armati                                                                               |
| ------------------------------------------ | ------------ | --------------------------------- | ------------------------ | ------------ | ------------------------------------------------------------------------------------------ |
| AMX-30                                     |              | Carro armato da combattimento     | Francia                  | 140          |                                                                                            |
| M60A3                                      |              | Carro armato da combattimento     | Stati Uniti              | ~370         |                                                                                            |
| M1A2 Abrams                                |              | Carro armato da combattimento     | Stati Uniti              | ~500         |                                                                                            |
| Veicoli da ricognizione                    |              |                                   |                          |              |                                                                                            |
| Panhard AML                                |              | Veicolo da ricognizione           | Francia                  | 300          | 110 AML-60 e 190 AML-90.                                                                   |
| Veicoli da combattimento della fanteria    |              |                                   |                          |              |                                                                                            |
| AMX-10P                                    |              | IFV                               | Francia                  | 380          |                                                                                            |
| M2 Bradley                                 |              | IFV                               | Stati Uniti              | 380          |                                                                                            |
| VAB Mk3                                    |              | IFV                               | Francia                  | 100          | Acquistati per essere forniti al Libano nel 2013 ma trattenuti dopo una crisi diplomatica. |
| Veicoli trasporto truppe                   |              |                                   |                          |              |                                                                                            |
| M113A4                                     |              | APC                               | Stati Uniti              | 1 900        |                                                                                            |
| Panhard M3                                 |              | APC                               | Francia                  | 150          | Esemplari aggiornati localmente.                                                           |
| Didgori Medevac                            |              | APC                               | Georgia                  | 100          |                                                                                            |
| Al-Shibl                                   |              | APC                               | Arabia Saudita           | ?            |                                                                                            |
| Oshkosh M-ATV                              |              | APC                               | Stati Uniti              | >1 000       |                                                                                            |
| VCC-1 Camillino                            |              | APC                               | Italia                   | 200          | Armati con missili anticarro TOW.                                                          |
| Veicoli per usi speciali                   |              |                                   |                          |              |                                                                                            |
| M728 Combat Engineer Vehicle               |              | Veicolo del genio                 | Stati Uniti              | 15           |                                                                                            |
| AMX-30D                                    |              | Veicolo corazzato da recupero     | Francia                  | 55           |                                                                                            |
| M88                                        |              | Veicolo corazzato da recupero     | Stati Uniti              | 122          |                                                                                            |
| M578                                       |              | Veicolo corazzato da recupero     | Stati Uniti              | 10           |                                                                                            |
| AMX-30H                                    |              | Veicolo gettaponte                | Francia                  | 90           |                                                                                            |
| Aardvark JSFU                              |              | Veicolo per lo sminamento         | Regno Unito              | ?            |                                                                                            |
| Transportpanzer 1 Fuchs                    |              | Veicolo da ricognizione NBC       | Germania                 | 10           |                                                                                            |
| Veicoli utility                            |              |                                   |                          |              |                                                                                            |
| High Mobility Multipurpose Wheeled Vehicle |              | Veicolo tattico leggero corazzato | Stati Uniti              |              |                                                                                            |
| Renault Sherpa                             |              | Veicolo tattico leggero corazzato | Francia                  | 100          | Acquistati per essere forniti al Libano nel 2013 ma trattenuti dopo una crisi diplomatica. |
| URO VAMTAC                                 |              | Veicolo tattico leggero corazzato | Spagna                   |              | 30 acquistati nel 2010.                                                                    |
| Terradyne Gurkha                           |              | Veicolo tattico leggero corazzato | Stati Uniti Canada       |              | [ 20 ]                                                                                     |
| Toyota Land Cruiser                        |              | Veicolo tattico leggero           | Giappone                 |              |                                                                                            |
| Autocarri                                  |              |                                   |                          |              |                                                                                            |
| AM General M923                            |              | Autocarro                         | Stati Uniti              |              |                                                                                            |
| Family of Medium Tactical Vehicles         |              | Autocarro                         | Stati Uniti              |              |                                                                                            |
| Tatra 810                                  |              | Autocarro                         | Rep. Ceca Arabia Saudita |              | Prodotto localmente su licenza.                                                            |
| Tatra 815                                  |              | Autocarro                         | Rep. Ceca Arabia Saudita |              | Prodotto localmente su licenza.                                                            |
| Tatra T815-7                               |              | Autocarro                         | Rep. Ceca Arabia Saudita |              | Prodotto localmente su licenza.                                                            |
| Oshkosh M1070                              |              | Trattore stradale                 | Stati Uniti              |              |                                                                                            |

### Mezzi Aerei
Sezione aggiornata annualmente in base al World Air Force di Flightglobal del corrente anno. Tale dossier non contempla UAV, aerei da trasporto VIP ed eventuali incidenti accorsi durante l'anno della sua pubblicazione. Modifiche giornaliere o mensili che potrebbero portare a discordanze nel tipo di modelli in servizio e nel loro numero rispetto a WAF, vengono apportate in base a siti specializzati, periodici mensili e bimestrali. Tali modifiche vengono apportate onde rendere quanto più aggiornata la tabella.
| Aeromobile               | Origine     | Tipo                            | Versione (denominazione locale) | In servizio (2024) | Note                  | Immagine |
| Elicotteri               |             |                                 |                                 |                    |                       |          |
| Boeing AH-64 Apache      | Stati Uniti | Elicottero d'attacco            | AH-64AAH-64DAH-64E              | 22                 |                       |          |
| Bell OH-58 Kiowa         | Stati Uniti | Elicottero utility              | OH-58                           | 15                 |                       |          |
| Sikorsky UH-60 Blackhawk | Stati Uniti | Elicottero utility              | UH-60LUH-60M                    | 45                 |                       |          |
| Boeing CH-47 Chinook     | Stati Uniti | elicottero da trasporto pesante | CH-47F                          | 4                  | 48 ordinati nel 2016. |          |

### Missili
| Modello                 | Immagine          | Tipo                       | Origine               | Note                            |
| Missili anticarro       | Missili anticarro | Missili anticarro          | Missili anticarro     | Missili anticarro               |
| ----------------------- | ----------------- | -------------------------- | --------------------- | ------------------------------- |
| BGM-71 TOW              |                   | Missile filoguidato        | Stati Uniti           | [ 17 ]                          |
| MILAN                   |                   | Missile filoguidato        | Francia Germania      | [ 17 ]                          |
| Euromissile HOT         |                   | Missile filoguidato        | Francia Germania      | [ 17 ]                          |
| AT-1K Raybolt           |                   | Missile a guida infrarossa | Corea del Sud         | [ 17 ]                          |
| RK-3 Korsar             |                   | Missile a guida laser      | Ucraina               | [ 17 ]                          |
| Stugna-P                |                   | Missile a guida laser      | Ucraina               | [ 17 ]                          |
| Kornet                  |                   | Missile a guida laser      | Russia Arabia Saudita | Prodotti localmente su licenza. |
| FGM-148 Javelin         |                   | Missile a guida infrarossa | Stati Uniti           | [ 25 ]                          |
| Missili antiaerei       |                   |                            |                       |                                 |
| Thomson-Houston Crotale |                   | Sistema SAM a corto raggio | Francia               | [ 17 ]                          |
| FIM-92 Stinger          |                   | MANPADS                    | Stati Uniti           | [ 17 ]                          |